# رابرت موریس
رابرت موریس (به انگلیسی: Robert Morris) سناتور سابق عضو حزب فدرالیست بود. وی در سال ۱۷۸۹ تا ۱۷۹۵ میلادی سناتور ایالت پنسیلوانیا در سنای ایالات متحده آمریکا بود.